# Gherabari
Gherabari (en népalais : घेरावारी) est un comité de développement villageois du Népal situé dans le district de Jhapa. Au recensement de 2011, il comptait 6 978 habitants.